# Kuźnicka Jama
Kuźnicka Jama – jedna z nielicznych głębi występujących na akwenie Zatoki Puckiej. 
Głębia Jamy Kuźnickiej jest wykorzystywana jako naturalne wodne podejście do portu rybackiego w Kuźnicy. W swym najgłębszym miejscu osiąga głębokość 9,4 m. Jama Kuźnicka stanowiła naturalne wlewisko wód otwartego Bałtyku do Zatoki Puckiej (linia brzegowa Mierzei Helskiej była wtedy jeszcze nieukształtowana i stanowiła ciąg małych wysepek i łach). Swój obecny charakter głębia uzyskała na początku okresu subatlantyckiego (około roku 600 p.n.e.) po ostatecznym odcięciu od morza otwartego.
W 1978 przedsiębiorstwo rybackie „Szkuner” z Władysławowa podjęło w jamie doświadczalną hodowlę pstrąga tęczowego w akwakulturach (próby te potem przerwano).